# Потворув (Мазовецьке воєводство)
Потворув (пол. Potworów) — село в Польщі, у гміні Потворув Пшисуського повіту Мазовецького воєводства.
Населення — 971 особа (2011).
У 1975-1998 роках село належало до Радомського воєводства.

## Демографія
Демографічна структура станом на 31 березня 2011 року:
|          | Загалом | Допрацездатний вік | Працездатний вік | Постпрацездатний вік |
| -------- | ------- | ------------------ | ---------------- | -------------------- |
| Чоловіки | 471     | 107                | 316              | 48                   |
| Жінки    | 500     | 118                | 267              | 115                  |
| Разом    | 971     | 225                | 583              | 163                  |